# Catch as Catch Can
Albums de Kim Wilde
Select
(1982) Teases and Dares
(1984)
Catch as Catch Can est le troisième album de la chanteuse Kim Wilde, paru en 1983. 

## Liste des chansons
| No  | Titre                | Durée |
| --- | -------------------- | ----- |
| 1.  | House of Salome      |       |
| 2.  | Back Street Joe      |       |
| 3.  | Stay Awhile          |       |
| 4.  | Love Blonde          |       |
| 5.  | Dream Sequence       |       |
| 6.  | Dancing in the Dark  |       |
| 7.  | Shoot to Disable     |       |
| 8.  | Can You Hear It      |       |
| 9.  | Sparks               |       |
| 10. | Sing It Out for Love |       |